# Ichneumon abrogator
Ichneumon abrogator là một loài tò vò trong họ Ichneumonidae.